# Uniwersytet w Jaunde
Uniwersytet w Jaunde (fr. Université de Yaoundé, ang. University of Yaoundé) – kameruńska uczelnia publiczna w Jaunde, największa i najważniejsza w kraju. 
Powstała w 1962, przy pomocy Francji, jako Uniwersytet Federalny w Jaunde. Obecną nazwę nosi od 1972, kiedy to zmienił się ustrój Kamerunu.